# Ploesoma lenticulare
Ploesoma lenticulare är en hjuldjursart som beskrevs av Herrick 1885. Ploesoma lenticulare ingår i släktet Ploesoma och familjen Synchaetidae. Arten är reproducerande i Sverige.

## Underarter
Arten delas in i följande underarter:
- P. l. fukusimensis
- P. l. lenticulare